# Ola Håkansson
Ola Håkansson znany też jako Oson (ur. 24 marca 1945 w Sztokholmie) – szwedzki wokalista, kompozytor i producent muzyczny. 

## Życiorys
W latach 60. XX wieku był wokalistą zespołu Ola and the Janglers, a później współzałożycielem Secret Service, w którym również śpiewał. W 1986 zaśpiewał piosenkę "The Way You Are" z Agnethą Fältskog z ABBY.
Oson był też współtwórcą spółki producenckiej Norell Oson Bard.
W 1992 założył z Alexandrem Bardem wytwórnię muzyczną Stockholm Records.
Ola Håkansson próbował też sił jako aktor, w 1967 zagrał w filmie Ola och Julia (reż. Jan Halldoff).